# D335 (Aude)
De D335 is een departementale weg in het Zuid-Franse departement Aude. De weg verbindt Villarzel-Cabardès met Villeneuve-Minervois en is ongeveer 2,6 kilometer lang.